# Pietro Lanza di Scalea
Pietro Lanza Branciforte Mastrogiovanni Tasca, principe Lanza di Scalea, meglio noto come Pietro Lanza di Scalea (Palermo, 20 ottobre 1863 – Roma, 29 maggio 1938), è stato un nobile e politico italiano.

## Biografia
Nacque a Palermo il 20 ottobre 1863 da Francesco, I principe Lanza di Scalea (1834-1919) e dalla di lui consorte Rosa Mastrogiovanni Tasca Lanza dei Conti d'Almerita (1843-1900), di cui era il primo di cinque figli.
Laureatosi in giurisprudenza all'Università di Palermo, si dedicò in seguito a studi storici ed artistici, nel qual campo pubblicò lavori riguardanti la Sicilia, quali: I limiti della sovranità nelle costituzioni di Federico II, Enrico Rosso, cancelliere del Regno di Sicilia (1890), Donne e gioielli nel Medioevo e nel Rinascimento in Sicilia (1892), La Sicilia attraverso la leggenda (1909). Nel 1893, venne nominato direttore del Regio Istituto di Belle Arti di Palermo. Nello stesso periodo fece parte della rivista Sicilia artistica e numismatica.
Di orientamento conservatore e nazionalista, nel 1897 si candidò alle elezioni politiche nelle file della Destra per il collegio di Serradifalco, ed ottenne la sua prima elezione a deputato nella XX legislatura. Il Lanza svolse ininterrottamente l'attività di parlamentare alla Camera nelle legislature successive fino alla XXIV legislatura. Fu sottosegretario per gli Affari Esteri nei governi Sonnino I e II (1906 e 1909-10), Luzzatti (1910-11) e Giolitti IV (1911-14).
Nel 1915, allo scoppio della prima guerra mondiale da interventista, partì volontario nell'arma di cavalleria, e partecipò all'ideazione e all'organizzazione della Legione cecoslovacca in Italia.
Il Principe Lanza si affermò come grosso esponente politico, difensore degli interessi dell'isola dall'ingerenza dei gruppi settentrionali, che variamente declinato arrivò ad assumere il significato della difesa delle posizioni dell'aristocrazia siciliana nei confronti del giolittismo e quindi del socialismo. D'intesa con l'imprenditore Ignazio Florio jr, costituì prima un'associazione agraria, quindi un Comitato agrario siciliano. Nel 1919, pur non candidandosi per la prima volta alle elezioni politiche, aderì all'Unione Liberale a sostegno di Vittorio Emanuele Orlando, ma l'anno seguente, nel 1920, assieme a Giovanni Lo Monte fondò il Partito Agrario Siciliano, che guidò alle successive elezioni che lo riportarono alla Camera. Nel 1922, fu nominato Ministro della guerra nel Governo Facta I. L'anno seguente, nel 1923, il Lanza aderì al Partito Nazionale Fascista, e strinse rapporti di collaborazione direttamente con il suo capo Benito Mussolini, che lo incaricò a reggere il Ministero delle colonie (1924-26). Nominato senatore nel 1929, ricoprì tale carica nelle legislature XXVIII e XXIX, e resse anche la carica di vicepresidente del Senato (1934-38).
L'adesione al Fascismo, di cui si fece promotore a Palermo, aveva inizialmente provocato scontri con il fratello minore Giuseppe, quest'ultimo capolista dei sostenitori di Orlando, finché anche costoro non confluirono nel movimento di Mussolini. Come ministro delle Colonie il Lanza assunse un atteggiamento meno intransigente: il suo auspicio era quello di uno sfruttamento di tipo capitalistico delle terre d'Oltremare, mettendo in guardia dall'illusione di una "probabile e sulla carta sollecita soluzione del problema emigratorio nei nostri territori di dominio diretto" che si accompagnava al modello populista della piccola colonia.
Il Principe Lanza, oltre ad esercitare l'attività di pubblicista, ricoprì alcuni incarichi quali di presidente delle società Cantieri navali riuniti, Siderurgica commerciale e Coloniale siderurgica, della Società geografica italiana, della Società Italiana per la Pesca e dell'Areo Club d'Italia.

Il Lanza morì a Roma il 29 maggio 1938. Per disposizione del capo del governo se ne celebrarono i funerali di Stato; una corona con la sigla del re imperatore ne accompagnò le esequie.

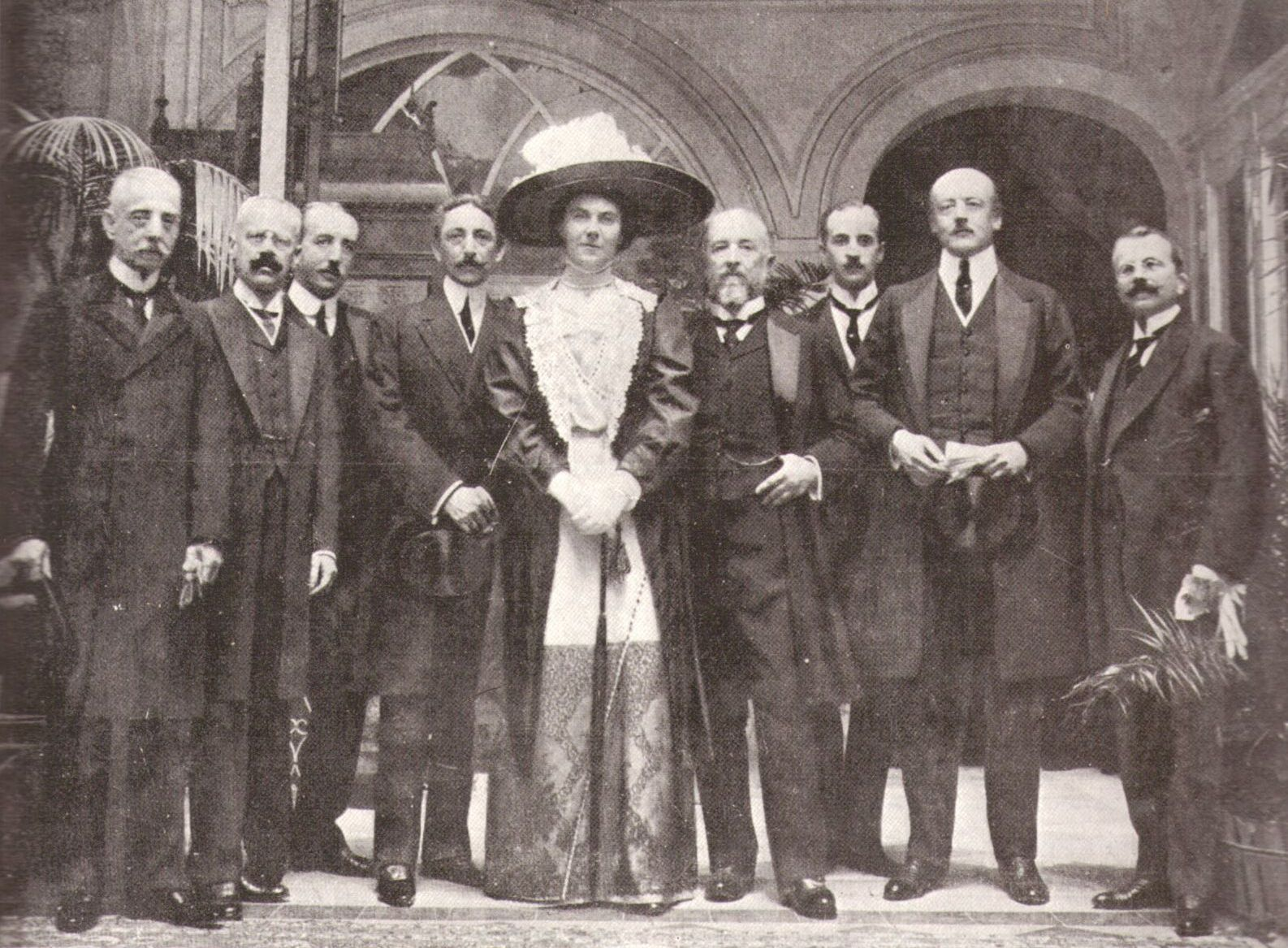
Convegno di San Rossore (Pisa) del 22 ottobre 1912 per il rinnovo della Triplice alleanza. Da sinistra: l'Ambasciatore d'Italia in Austria-Ungheria Giuseppe Avarna, l'Ambasciatore di Austria-Ungheria in Italia Kajetan Mérey, il conte Alexander Hoyos, il principe Pietro Lanza di Scalea, la contessa Berchtold, il Ministro degli Esteri marchese Antonino di San Giuliano, il marchese Giovanni Visconti Venosta, il Ministro degli Esteri di Austria-Ungheria conte Leopold Berchtold e il commendatore Giacomo De Martino.

### Matrimoni e discendenza
Pietro Lanza Branciforte Mastrogiovanni Tasca, II principe Lanza di Scalea, nel 1887 sposò Dorotea Fardella, baronessa di Moxharta, che gli dette sei figli:
- Francesco Giuseppe, III principe Lanza di Scalea (1890-1954), che a seguito della estinzione della linea primogeniale dei Principi di Trabia avvenuta nel 1938 con la morte senza discendenti del principe Ottavio Lanza Branciforte Galeotti, cugino di primo grado dello stesso Principe Pietro, divenne titolare di tutti i titoli della famiglia Lanza Branciforte.[12] Detto Francesco Giuseppe, nel 1936 sposò Teresa De Luca, da cui ebbe quattro figli, e dai discendenti di costui è rappresentato il casato dei Lanza Branciforte.[12]
- Rosa (1892-1967), che fu moglie del conte Antonio Spalletti Trivelli;
- Maria Concetta (1894-1972), che fu moglie del nobile Alessandro d'Alessandro;
- Beatrice  (1895-1976), che fu moglie di Giuseppe Spadafora dei Principi Spadafora;
- Giulia (1899-1976);
- Maria (1900-1986), che fu moglie di Michele de Stefani Spadafora dei Baroni di San Lorenzo.[13][14]

## Opere
- I limiti della sovranità nelle costituzioni di Federico II, Enrico Rosso, cancelliere del Regno di Sicilia (1890)
- Donne e gioielli nel Medioevo e nel Rinascimento in Sicilia (1892)
- In memoria di Umberto I (1903)
- La Sicilia attraverso la leggenda (1909)